# Eric Calvillo
Eric Santana Calvillo Ramírez (ur. 2 stycznia 1998 w Palmdale) – salwadorski piłkarz pochodzenia meksykańskiego z obywatelstwem amerykańskim występujący na pozycji środkowego pomocnika, reprezentant Salwadoru, od 2022 roku zawodnik amerykańskiego El Paso Locomotive.
Jego ojciec pochodzi z Meksyku, zaś matka z Salwadoru.